# Sphaeromopsis merohirsutus
Sphaeromopsis merohirsutus là một loài chân đều trong họ Sphaeromatidae. Loài này được Ortiz, Lalana & Varela miêu tả khoa học năm 2004.